# Међународна федерација друштава Црвеног крста и Црвеног полумесеца
Међународна федерација друштава Црвеног крста и Црвеног полумесеца је међународна хуманитарна организација која, путем 190 Националних друштава Црвеног крста и Црвеног полумесеца помаже становништву пре, током и након несрећа како би побољшала животе рањиве популације. Међународна федерација припада Међународном покрету Црвеног крста и Црвеног полумесеца, поред Међународног комитета Црвеног крста и 190 Националних друштава. Рад Међународне федерације заснива се на волонтерском раду, експерата из заједнице, независношћу и неутралности. Поред деловања у несрећама, Међународна федерација ради на томе да побољша хуманитарне стандарде и припремљеност заједнице на несреће. Такође, Међународна федерација врши притисак на доносиоце одлука да делују у интересу угрожених групација популације, исто тако, делује да побољша и створи хуманије и здравије заједнице, смањи рањивост популације, јача њену отпорност и промовише културу мира у свету.
Међународна федерација делује на основу седам фундаменталних принципа Међународног покрета, а то су: хуманост, непристрасност, неутралност, независност, добровољност, јединство и универзалност.